# Aliturus didyanus
Aliturus didyanus é uma espécie de coleóptero da subfamília Philinae. Que ocorre apenas em Madagascar.